# 安德烈亚斯·马特
安德烈亚斯·马特（德語：Andreas Matt，1982年10月19日—），奥地利男子自由式滑雪运动员。他曾代表奥地利参加2010年和2014年冬季奥林匹克运动会自由式滑雪比赛，其中2010年奥运会获得一枚银牌。